# Max Elskamp
Max Elskamp, né le 5 mai 1862 à Anvers où il est mort le 10 décembre 1931, est un poète symboliste belge. Il fut membre de l'Académie royale de langue et de littérature française. Il légua ses papiers, sa bibliothèque et autres objets de ses collections respectivement à la Bibliothèque royale de Bruxelles qui déposa le fonds aux Archives et Musée de la Littérature, à l'Université libre de Bruxelles et au Musée de la Vie wallonne à Liège. Le fonds le plus important se trouve à la Bibliothèque d'Anvers.

## Biographie

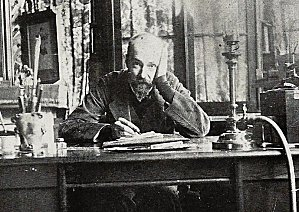
Max Elskamp

Max Elskamp est né à Anvers le 5 mai 1862. Il descend d’une modeste famille d’origine scandinave venue s’établir à Anvers à la fin du XVIIIe siècle. Son grand-père ouvre une boutique d’épicerie, s’enrichit en Californie au moment de la ruée vers l’or et revient s’établir comme armateur à Anvers. Le père de Max Elskamp, un banquier, est un homme éclairé : il l’initie aux arts et éveille sa réflexion. Sa mère, wallonne, est une musicienne avertie. La sœur de Max Elskamp, Marie, sa cadette de plusieurs années, est une jeune fille délicate qui décède dans la fleur de l’âge.
Max Elskamp grandit jusqu’à l’âge de quatorze ans dans le cocon familial. Il commence ses études à l’Athénée d’Anvers où il n’excelle dans aucune matière sauf en français et poursuit en faculté de Droit à l’Université libre de Bruxelles. Il a toujours annoté ses cours de poèmes, réflexions et dessins. Durant ses études, il découvre Flaubert, qui restera son poète favori. Il se passionne également pour Musset et Voltaire, et voue une profonde admiration pour Mallarmé. D'ailleurs il essayera d’introduire Verlaine et Mallarmé à Anvers mais ils y seront très mal accueillis.
Reçu Docteur en Droit en 1884 et ne devant pas travailler pour vivre, il plaide peu aux assises pendant deux ans. Il traîne un malaise de vivre constant, accentué par le décès de sa mère en 1883. Il va jusqu’à brûler ses œuvres en 1884 dans le but de rester indépendant des courants littéraires de l’époque et de leur influence : « J’ai fait un holocauste ; hier j’ai brûlé tous mes vers ; pour être pur et n’avoir plus d’attache avec cette ignoble époque d’université – je les ai avant relus tous ; et cela m’a demandé du temps ; il y en avait qui dataient de la 3ème !!! C’est très chic à empiler des cahiers dans son feu et de voir brûler tout cela ; quand ça a été fini je me suis senti soulagé ; il me semble que j’ai rompu avec la tradition ; et je suis à présent devant l’immensité du Rien n’osant toucher à rien de peur de retomber sur le chemin de tous. »
De 1881 à 1891 il publie dans diverses revues, comme La Jeune Revue littéraire sous le pseudonyme A. M. Champs d'Aulnes, mais aussi dans La Jeune Belgique en 1882 et dans La Wallonie en 1891.
En 1886 il publiera quand même L'Éventail japonais, recueil de six poèmes tirés à cinquante exemplaires qu’il distribuera à ses proches. 
Après l’annulation de ses fiançailles avec Maria de Mathis qu’il nommera Maya dans ses poèmes, Le spleen ne le quittera plus. S’ensuit une période de décadence où il perd pied. 
En 1887, il part en voyage à bord du navire Princesse Stéphanie, visite la Grèce, l’Algérie, et l’Asie mineure. En tout cas, c’est ce qu’Elskamp fait croire à ses amis dont Jean de Bosschère, qui relaiera l’information dans son ouvrage sur Max Elskamp. En réalité, celui-ci a voyagé en Méditerranée en longeant l’Algérie, la Tunisie et la Corse à bord du Princesse Stéphanie. Il laissera ici et là des traces de ses voyages dans ses œuvres. Il a avoué ce mensonge à demi-mot dans Aegri Somnia et Les Fleurs vertes.
Dans la correspondance qu’il entretient avec son meilleur ami d’enfance Henry van de Velde, il remet sans cesse en question sa capacité à écrire. Il a une volonté de rester en marge et cherche, selon ses mots, à produire un volume vrai. Il ne produira pourtant plus rien pendant cinq années. Son humilité et son manque de confiance ne le quitteront jamais.
André Gide lui écrit « J’ai lu votre livre sous l’azur, dans l’azur… tout m’y est exquis, sauf votre dédicace : Pourquoi pensez-vous que peut-être je vais dédaigner un tel don… « À André Gide, s’il daigne ». Je m’en suis presque contrarié. Me croyez-vous donc indigne du céleste, sera-ce ce que vous lûtes de moi qui put vous y faire croire au mépris? Ou voulûtes-vous montrer par là une excessive modestie que ne peuvent accepter ceux qui vous aiment ? Et croyez bien que je suis de ceux-là. »
En 1887, Henry van de Velde crée la fondation L’Association pour l’Art à la suite de L’Art indépendant. Max Elskamp sera le secrétaire des deux associations.
Le personnage est peu enclin à frayer avec ses collègues et les gens de son milieu bourgeois, avec lesquels il ne se sent pas d’affinités. Max Elskamp est grand observateur des petites gens pour lesquels il éprouve une grande admiration. Dans les années 1890 il part à la découverte d’Anvers pour les étudier et les rencontrer. Il est fasciné par le peuple, sa façon de vivre, ses pratiques religieuses, les différents métiers et son folklore. Il lit des ouvrages s’y rapportant, des manuels pratiques en mélange hétéroclite, ainsi que la Bible. Il s’intéresse également aux philosophies, religions et arts asiatiques – estampes japonaises, bouddhisme – et à l’ésotérisme. Il collectionne des objets se rapportant à l’astronomie.  Une partie de cette riche collection a été déposée au Musée de la vie wallonne à Liège. 
C’est également à cette période qu’il effectue plusieurs stages à l’imprimerie du père de son ami, J.-E. Buschmann. Il s’intéresse alors aux techniques d’imprimerie et à la gravure sur bois. Il fabrique lui-même une presse qu’il surnomme L’Alouette. Lors de cette période de sa vie, il apprend aussi d’autres divers métiers d’artisanat. Il devient relieur, ébéniste, horloger.
Max Elskamp, secret et solitaire, se fera l’artisan de son œuvre, préférant imprimer et éditer ses écrits plutôt que de les soumettre à un éditeur. Son perfectionnisme le pousse à se consacrer à toutes les étapes de la confection d’un livre, de la démarche artistique au produit fini : écriture, conception de la maquette, choix du papier et de la police de caractère, mise en page, illustrations, impression.Le tout en faible tirage qu’il adressera lui-même à un public choisi (amis, intellectuels, journalistes). 
Maurice Des Ombiaux lui écrit « Vous êtes aimé de quelques hommes qui vous connaissent, mais si votre œuvre était un peu plus répandue vous ne tarderiez pas à apparaître comme celui que l’on attendait pour nous dire l’effroyable misère que nous avons traversée et nous faire communier dans d’admirables vers gonflés de sensibilité et d’émotion et d’une humanité éternelle. »
Même lors d’édition de recueils par Paul Lacomblez – éditeur de renom des grands noms de l’époque comme Maeterlinck, Verhaeren et Giraud – Max Elskamp se réserve la plus grande partie des exemplaires pour les distribuer à ses amis et confrères. Paul Lacomblez conseille à Max Elskamp de faire éditer malgré « le mufflisme de nos contemporains. »
En 1901 Max Elskamp invente un thermomètre à cadran de précision, pour lequel il obtient un brevet.
En 1911 sa solitude et son spleen s’aggravent avec le décès de son père.
Lors de la Première Guerre mondiale, sa maison est occupée par les Allemands. Il s’exile avec un domestique pendant deux années aux Pays-Bas. Il tombe gravement malade lors de son retour au pays et frôle la mort. Marqué par la guerre, il créera un bois gravé qu’il intitule « Honnie soit l’Allemagne ». Emma Lambotte lui écrit « […] Vous m’avez dit un jour « Je ne connaissais pas la haine, pour moi les hommes étaient tous frères, les Allemands m’ont appris la haine… » et vous en étiez très triste car il vous est pénible de fermer votre cœur. La guerre aussi vous a désabusé. »
En 1918 il publie Les commentaires et l’idéographie des jeux de loto dans les Flandres.
Le début des années vingt marque son grand retour, et ce seront ses années les plus prolifiques. Elskamp hâte ses publications. Il est atteint d’une « maladie nerveuse », il souffre du cœur, il est paralysé, ses mains et ses pieds sont gonflés, il travaille des nuits durant. En 1922 paraissent Chansons désabusées et La chanson de la rue Saint-Paul qui dévoilent les souvenirs de famille. En 1923, Les sept Notre-Dame des plus beaux métiers, Les délectations moroses, Chansons d’Amures et Maya. En 1924 sont publiés Remembrances et Aegri Somnia. Les premiers signes de démence commencent à apparaître.Cette période de production fébrile, Max Elskamp l’appelle lui-même la « période de prostration, du silence et de l’exil ».
Il décède le 10 décembre 1931 après de nombreuses années de démence. Il ne quittait plus sa maison qu’accompagné d’un gendarme, persuadé que l’on en voulait à sa vie. Il mourut seul alors que toute son existence il jouit de l’admiration des plus grands.

## Style
Même si l’on distingue deux périodes d’écriture dans la vie de Max Elskamp, de 1886 à 1901, et de 1920 jusqu'à sa mort, son style est resté le même. Le poète s'exprime dans des distiques ou des quatrains, en vers courts, et dans une langue étrange influencée par le bilinguisme franco-néerlandais, la chanson populaire, peut-être aussi par cette manière de parler qu'affectaient Mallarmé ou Verlaine. 
Charles Van Lerberghe, dans une lettre du 12 mars 1895, félicite Elskamp d’avoir conquis une originalité foncière, une vision « si immédiate qu’il ne serait guère aisé de découvrir quels peuvent avoir été vos poètes de chevet […] Vous avez su trouver cette chose rare : une vision, des images, des sensations, un style à vous ».

## Reconnaissance
En 1921 Max Elskamp publie Sous les Tentes de l’Exode qui lui vaudra le prix triennal de littérature française pour la période 1919 à 1921. Il est également élu à l’Académie royale de langue et de littérature françaises.
Plusieurs de ses œuvres furent publiées à titre posthume. On peut citer Huit chansons reverdies en 1932, Les Joies blondes et Les Fleurs vertes en 1934, et enfin Les Heures jaunes en 1967.
Il était admiré des grands de l’époque, comme le démontrent les extraits suivants :
Charles Delchevalerie : « A ce point de vue comme à beaucoup d’autres, votre œuvre pour moi fait date, elle réalise pour moi le plus pur effort vers le Beau qui ait été tenté sur vos Flandres. »
Michel Della Torre : « Je termine cette lettre en vous témoignant à nouveau l’admiration que je professe pour votre œuvre, que je place à côté de celle de Baudelaire, de Verlaine, de Verhaeren. »
Ernest Deltenre : « Très cher poète, je vous remercie pour l’envoi de votre si délicieux livre… je l’aime tant que j’ai envie de mordre dedans, et de le manger ! […] Je souhaite faire éditer vos chansons, seulement il me faut certaines garanties quant à la propriété qui doit rester vôtre […]. »
Eugène Demolder : « […] un livre exquis de vrai et délicat poète. J’adore votre livre ; je l’ai lu plusieurs fois et je vous jure que je le lirai encore. Pourquoi je l’aime ainsi ? Parce qu’il est une nouvelle et forte manifestation de notre art littéraire belge. Parce qu’il est le reflet subtil de pays et de ville que je chéris… parce qu’il est si profondément sincère… vos vers ne sont pas des vers de fabrication comme on en fait tant. Ce sont des vers de cœur et d’âme ! »
Pierre Devoluy : « Avec Verhaeren et Maeterlinck vous êtes ma chère trinité. »
Albert Giraud relate une phrase d’Émile Verhaeren : « Verhaeren trouve les enluminures trrrrrès bien ! ».
Stéphane Mallarmé, « Vos Enluminures, des merveilles chacune, quoique un cantique, gardant son allure d’imagerie sur le fond tout virginité qu’est votre art, on ne sait lequel, illustrateur de visions et musicien à l’écho secret. »
Maurice Maeterlinck : « Mon cher confrère, […] vous deviez d’avance si bien savoir que tous allaient l’aimer. Car vraiment, comme c’est un des très rares poèmes authentiques de ces dernières années. »
« Ah ! que je les aime, et que je les aime, ces belles œuvres si merveilleusement attendues de l’inoubliable Dominical. Les mêmes et cependant plus belles, et plus nombreuses et plus pures encore en retenues plus pleines de grâce de cet adorable pays aux sensibilités si inconnues et cependant si admirablement quotidiennes quand le grand poète que vous êtes a bien voulu nous y mener. »
Sa notoriété est progressive et posthume. Son procédé de distribution restreinte vouée à une élite qu’il choisit ainsi que le peu d’exemplaires disponibles sur le marché expliquent que l’art de Max Elskamp soit peu connu du public avant 1954. Ses ouvrages, généralement des éditions de luxe, se retrouvent relégués la plupart du temps dans des bibliothèques personnelles.
En 1967 paraissent Les œuvres complètes de Max Elskamp. Dans les années quatre-vingt, il figure dans quelques catalogues et Jacques Antoine publie six recueils lors de l’événement Europalia.
En 1987, il entre dans la collection Poche chez Labor.
En 1997, une diffusion internationale débute lorsqu'il entre dans la collection Poésie chez Gallimard.

## Poèmes

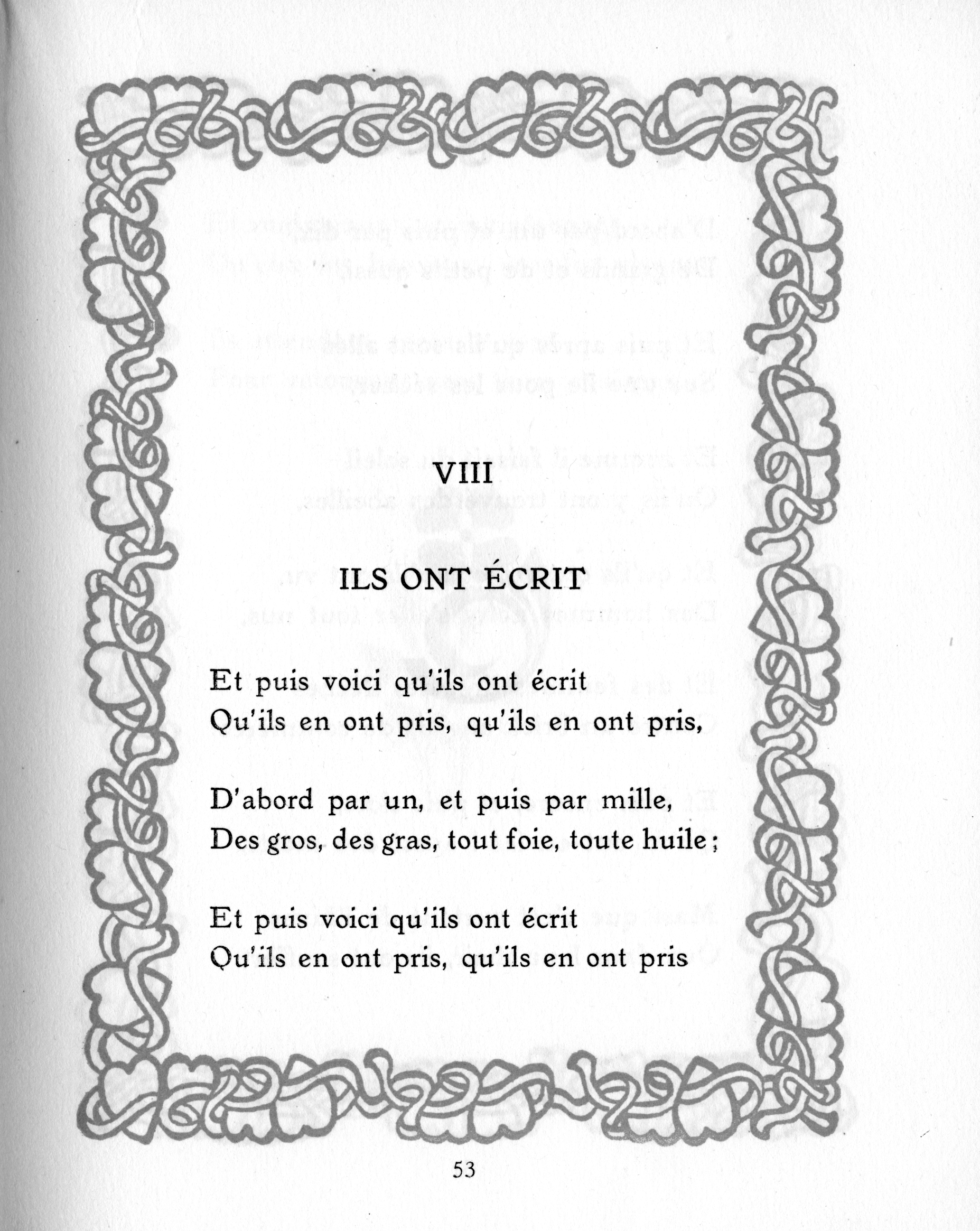
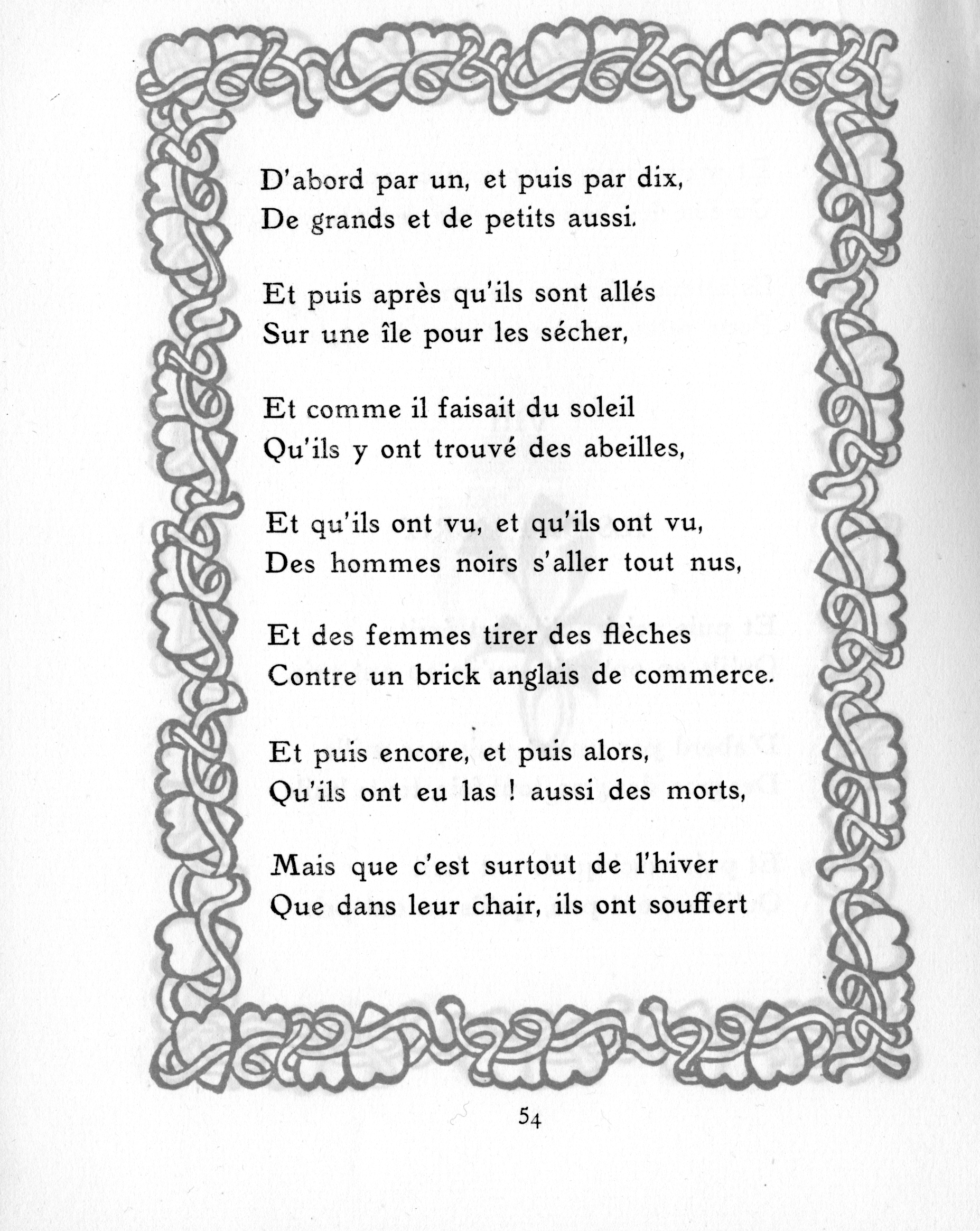
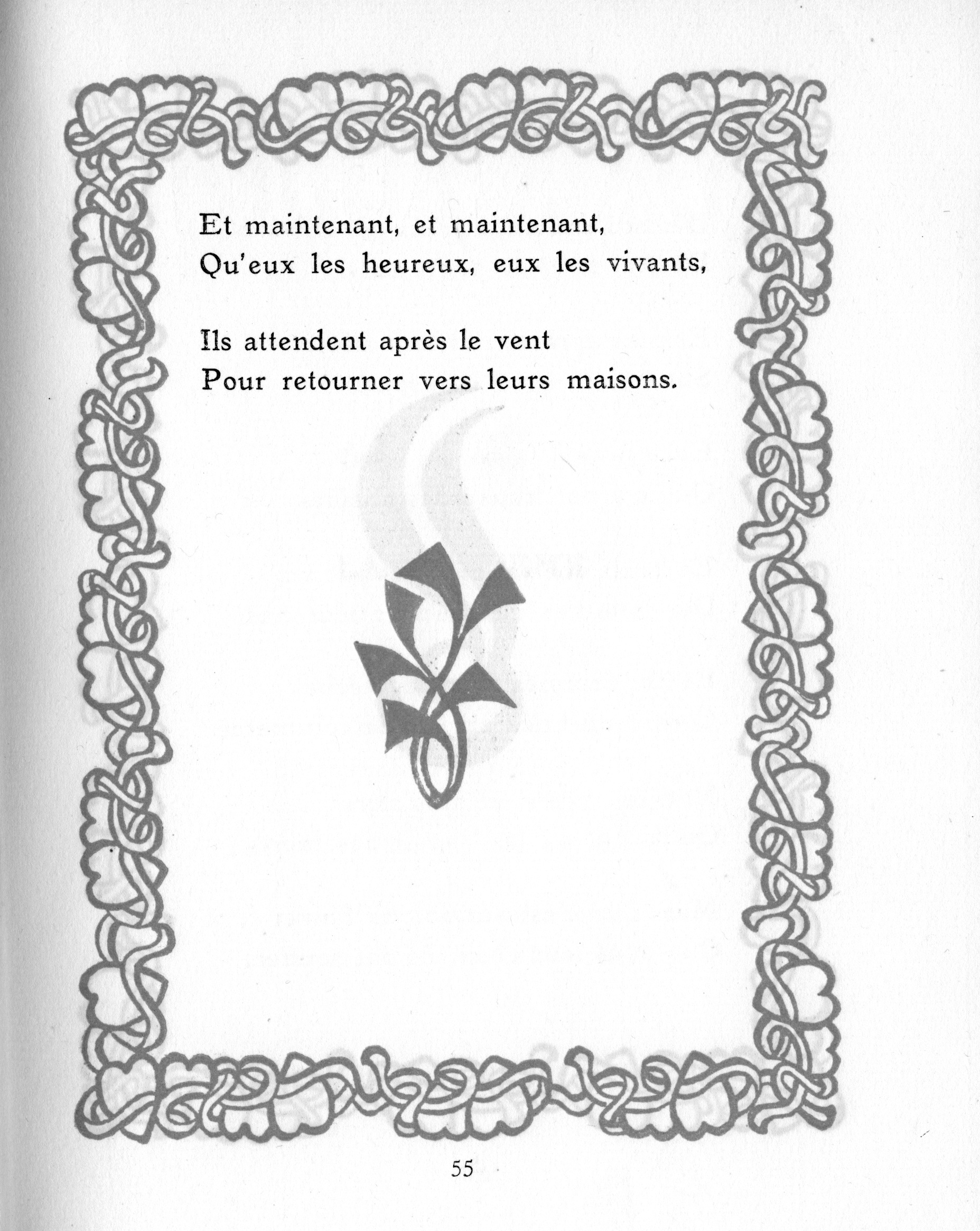

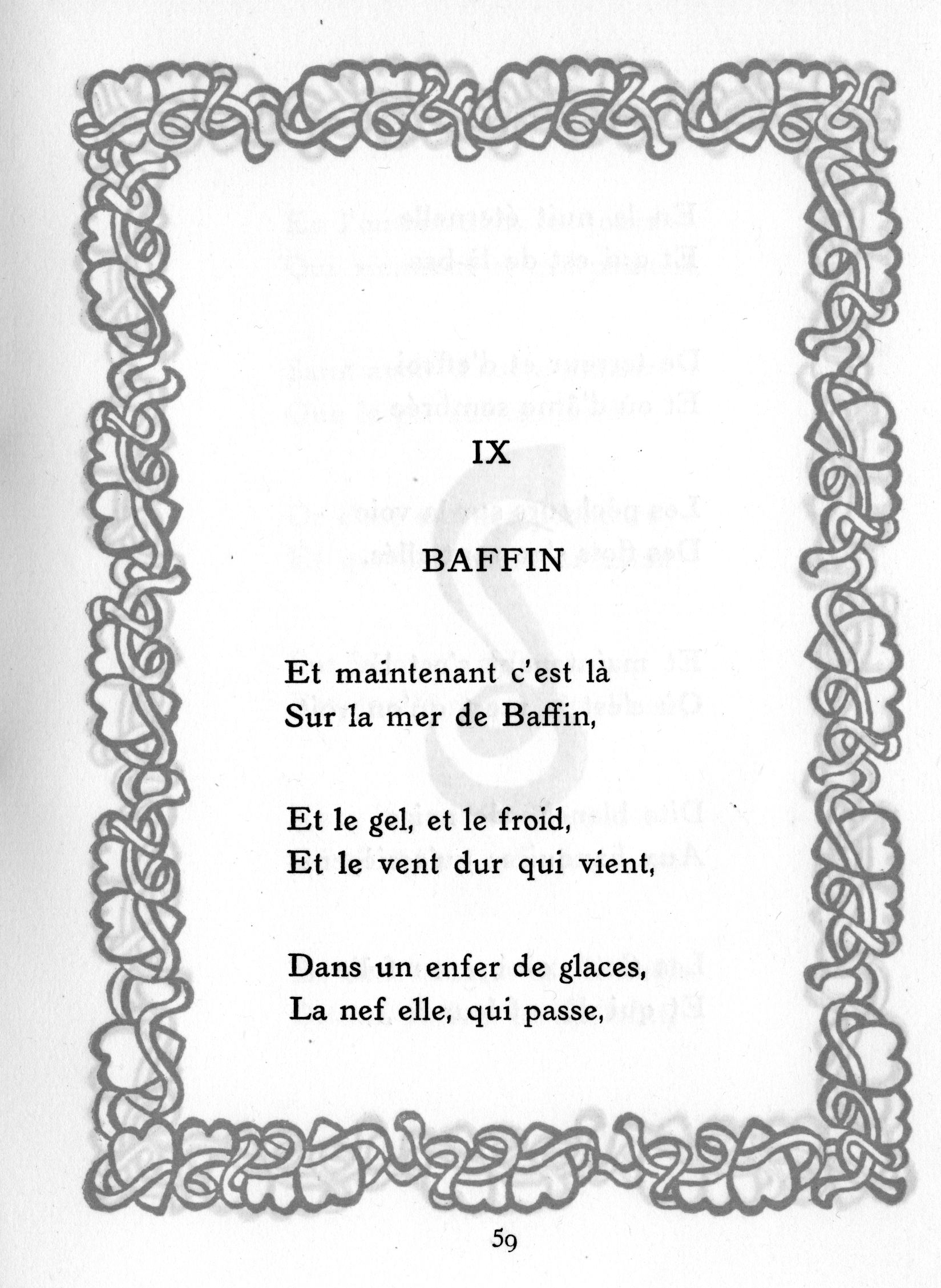
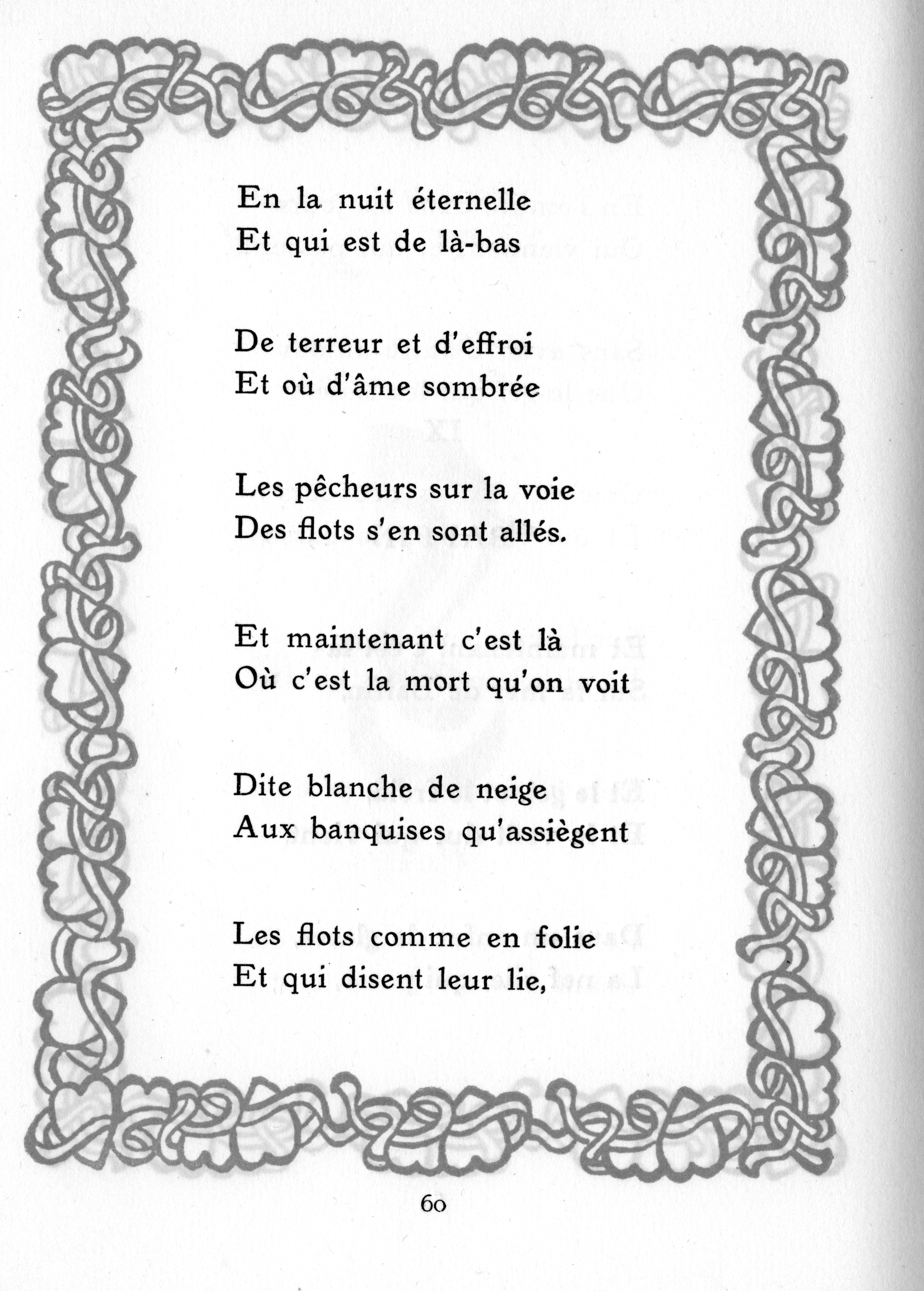
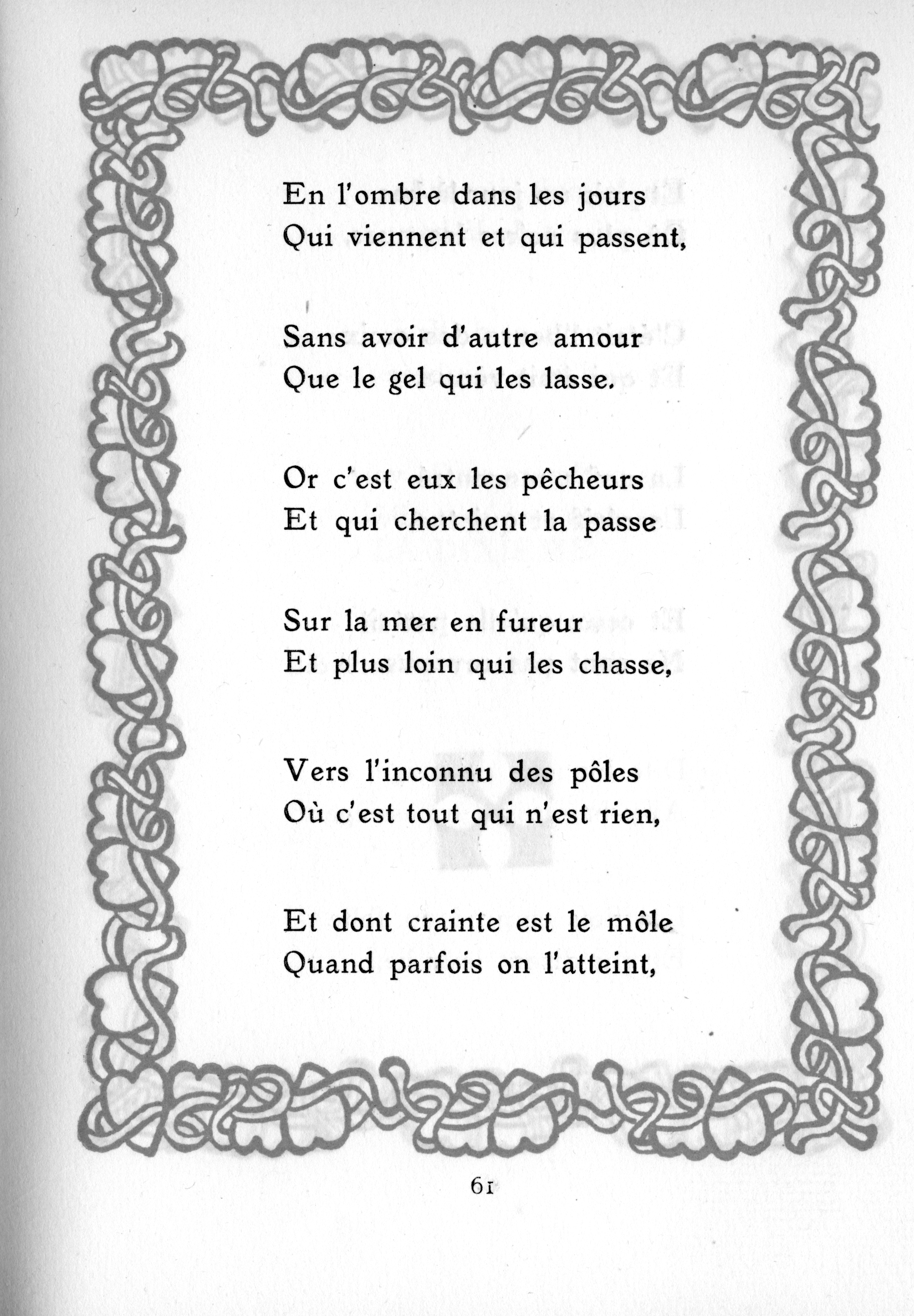
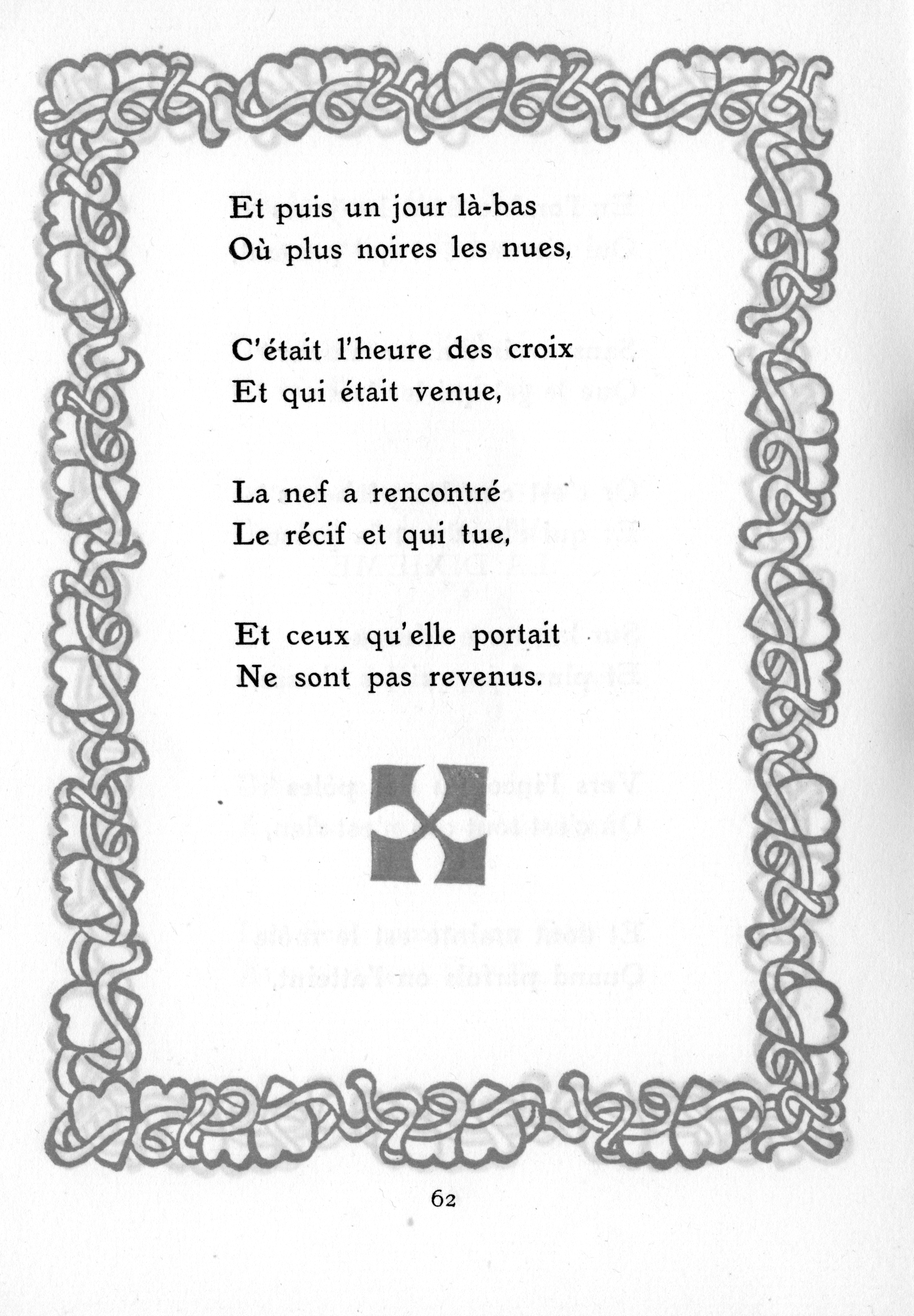

- Fichier:Ils_ont_écrit_partie_1.jpg
- Fichier:Ils_ont_écrit_partie_2.jpg
- Fichier:Ils_ont_écrit_partie_3.jpg

- Fichier:Baffin_partie_1.jpg
- Fichier:Baffin_partie_2.jpg
- Fichier:Baffin_partie_3.jpg
- Fichier:Baffin_partie_4.jpg

## Œuvres
- L'Éventail japonais, Anvers, h.c., 1886
- Le Stylite in La Wallonie, 1891
- Dominical, illustré par H. Van de Velde, Anvers et Bruxelles, Lacomblez, 1892
- Salutations, dont d'Angéliques, Bruxelles, Lacomblez, 1893
- En Symbole vers l'apostolat, Bruxelles, Lacomblez, 1894
- Six Chansons de pauvre homme pour célébrer la semaine de Flandre, Bruxelles, Lacomblez, 1898
- La Louange de la vie, recueil collectif, Mercure de France, 1898
- Enluminures, Bruxelles, Lacomblez, 1898
- L'Alphabet de Notre-Dame la Vierge, Anvers, Buschmann, 1901
- Les Commentaires et l'idéographie du jeu de loto dans les Flandres, A. de Tavernier, Anvers, 1918 (daté de 1914)
- Sous les tentes de l'exode, Bruxelles, Robert Sand, 1921
- Chansons désabusées, Bruxelles, G. Van Oest, 1922
- La Chanson de la rue Saint-Paul, Anvers, Buschmann, h.c., 1922
- Les Sept Notre-Dame des plus beaux métiers, Anvers, A. de Tavemier, 1923
- Les Délectations moroses, Bruxelles, G. Van Oest, 1923
- Chansons d'Amures, Anvers, Buschmann, 1923.
- Maya, Anvers, Buschmann, 1923
- Remembrances, Anvers, Buschmann, 1924
- Aegri Somnia, Anvers, Buschmann, 1924

Publications posthumes
- Huit chansons reverdies, NRF, 1932
- Les Fleurs vertes, Bruxelles, Nouvelle Société d'Édition, 1934
- Les Joies blondes, Bruxelles, Nouvelle Société d'Édition, 1934
- Les Heures jaunes, in Œuvres complètes, éd. Bernard Delvaille, Seghers, 1967
- Effigies, Fata Morgana, 1989  (ISBN 2851941992)

Rééditions
- Œuvres complètes, Seghers, 1967
- Chansons et Enluminures, Bruxelles, Jacques Antoine, 1980
- La Chanson de la rue Saint-Paul précédé de Sous les tentes de l'exode et de Aegri Somnia, Bruxelles, Labor, 1987  (ISBN 2804002470)
- La Louange de la vie, Orphée/La Différence, 1997  (ISBN 978-2729105440)
- La Chanson de la rue Saint-Paul, Chansons d'Amures, Les Délectations moroses, Aegri Somnia, Poésie/Gallimard, 1997  (ISBN 2070329704)